# クチキクシヒゲムシ
クチキクシヒゲムシ Sandalus segnis はクシヒゲムシ科の昆虫の1つ。

## 特長
触角、口枝、腹部、爪等は赤褐色で、上翅は普通は褐色で、それ以外の部分は黒い。ただし雄では上翅が黒色の型のものがあり、体色に2型がある。体長は10-21mm。頭部は胸部に密着して、表面に多数の点刻が皺状にある。頭部の中央付近はやや平らになり、両側の触角の起点の上がやや高まる。前胸背は頭部より細かな点刻が密布されており、淡黄色の長い毛が密生しており、側面ではその縁の後端少し前に1つの歯状の突起がある。上翅は浅く粗大な点刻が皺状に並び、弱く隆起した線が数本あり、表面には毛が密生している。触角は短く、その第3節より先の節では前方に片状の突起があるが、雌ではこれが短い。
なお、形態には地域変異もあり、四国、九州では上翅の隆起が強く点刻も荒く、触角の櫛状があまり発達せず、これに対して北日本では上翅の隆起も点刻も弱く、触角の櫛状が発達するものが多い。

## 分布など
北海道、本州、四国、九州から知られる。6-7月に見られ、立木の幹に静止しているのを見られることが多い。生活史等については知られていない。

## 分類など
同属のものとしては日本では以下の2種が知られている。
- S. kani：アマミクチキクシヒゲムシ・奄美大島
- S. takizawai：ヤエヤマクチキクシヒゲムシ・石垣島

いずれも本種によく似たもので、いずれも南西諸島から知られている。本科のものとしては日本ではこの属しか知られておらず、従って本科の昆虫で日本本土で見られるのは本種のみである。